# Nádaspatak
Nádaspatak (ukránul: Тростяниця) falu Ukrajnában, Kárpátalján, a Munkácsi járásban.

## Fekvése
Munkácstól északra, Szarvasrét északnyugati szomszédjában fekvő település.

## Története
Az 512 méterrel a tengerszint felett fekvő falucskának 179 lakosa van.
A trianoni békeszerződés előtt Bereg vármegye Latorczai járásához tartozott.
1910-ben 134 lakosából 6 német, 128 ruszin volt. Ebből 127 görögkatolikus, 7 izraelita volt.